# The Electric State
The Electric State è un film del 2025 diretto da Anthony e Joe Russo.
È una coproduzione brasiliana-indiana-statunitense di genere commedia fantascientifica, sceneggiato da Christopher Markus e Stephen McFeely e tratto dalla graphic novel omonima di Simon Stålenhag del 2018.
The Electric State, distribuito dal servizio di streaming on demand Netflix dal 14 marzo 2025, vede come protagonisti l'attrice britannica Millie Bobby Brown, resa celebre dalla serie televisiva di fantascienza Stranger Things, in cui recita nel ruolo di "Undici", e dall'attore statunitense Chris Pratt, noto per aver interpretato il personaggio dei fumetti Marvel Star-Lord, membro della squadra dei Guardiani della Galassia, nel franchise MCU. Nel ruolo del colonnello Marshall Bradbury, vi compare inoltre l'attore italo-statunitense Giancarlo Esposito, noto per aver interpretato i ruoli dei villain Gus Fring nel franchise Breaking Bad e Moff Gideon nella serie televisiva The Mandalorian del franchise di fantascienza Guerre stellari.

## Trama
Nel 1990, una guerra tra umani e robot ha lasciato il mondo nel caos. Con l'aiuto di Ethan Skate, CEO di Sentre, che ha sviluppato la tecnologia Neurocaster, che ha permesso agli umani di caricare le proprie menti nei droni, l'umanità è riuscita a vincere la guerra, mentre i robot sono stati relegati nella zona di esclusione. Tuttavia, il successo di questa tecnologia ha fatto sì che molte persone scegliessero di vivere la propria vita virtuale in uno stato semi-vegetativo, mentre i droni svolgevano la maggior parte del lavoro.
Nel 1994, l'adolescente Michelle vive con il suo incapace padre adottivo, Ted. Anni prima, era rimasta coinvolta in un incidente d'auto insieme alla sua famiglia, in cui, a quanto pare, persero la vita i genitori e il fratello. Ha vissuto con una serie di famiglie affidatarie, senza riuscire a trovare una sistemazione stabile. Ha anche problemi a scuola a causa del suo rifiuto di usare la tecnologia Neurocaster per partecipare alle lezioni virtuali.
Un giorno, il robot senziente Cosmo cerca Michelle. È in grado di comunicare solo con i gesti e con un numero limitato di parole preregistrate, ma riesce a convincerla di essere controllato dal suo defunto fratello minore Christopher, un bambino prodigio. Michelle e Cosmo si mettono in viaggio attraverso un paesaggio distopico per trovarlo.
Lungo la strada, incontrano Keats, un veterano dal passato complesso, e Herman, un robot senziente in grado di assumere molteplici forme. Insieme, incontrano una banda di robot nella zona di esclusione, guidata da Mr. Peanut .
Lì incontrano il dottor Amherst, il quale spiega che Sentre trovò Christopher in uno stato vegetativo apparentemente permanente dopo l'incidente e scoprì che potevano creare la tecnologia Neurocaster sfruttando l'intelletto eccezionale di Christopher e integrando la sua coscienza nel Neurocaster; questa tecnologia fu determinante nel dare agli umani un vantaggio durante la guerra contro i robot.
Tuttavia, dopo che Christopher si risvegliò inaspettatamente dal coma tredici mesi dopo, un Amherst pentito costruì un modo per far fuggire la sua mente. I droni Sentre, al comando del colonnello Bradbury, attaccarono, catturando nuovamente Christopher, uccidendo Amherst e distruggendo la casa dei robot.
Determinata a salvare suo fratello, Michelle si infiltra nel quartier generale di Sentre con l'aiuto di Keats e Herman, mentre gli altri robot combattono contro l'esercito di droni di Skate. Disgustato dalle azioni disumane di Skate, Bradbury diserta e aiuta Peanut ad affrontare Skate, mentre Michelle scopre Christopher in stato comatoso, con la coscienza intrappolata nel sistema Neurocaster.
In una riunione nel regno virtuale, Christopher spiega che è la sua coscienza ad alimentare i robot di Skate, esprimendo il suo desiderio di essere liberato dalla sua esistenza di sfruttamento. Rispettando la sua volontà, Michelle lo disconnette, causando la morte del suo corpo fisico. Durante la battaglia, Keats rischia di perdere Herman quando la sua enorme forma robotica viene distrutta da un drone. Tuttavia, una versione in miniatura di Herman emerge dalle macerie.
La morte di Christopher innesca la chiusura delle operazioni dei droni di Sentre, smantellando il controllo di Skate e ponendo fine allo sfruttamento della tecnologia Neurocaster. In seguito, Skate viene arrestato e il mondo inizia a ricostruirsi dalla devastazione causata dalla guerra e dall'avidità aziendale. Michelle trasmette quindi al mondo intero un messaggio in cui denuncia come la tecnologia Neurocaster abbia influenzato la vita delle persone e invita coloro che desiderano vivere in pace nella zona di esclusione.
Il corpo di Cosmo viene gettato in una discarica, ma viene mostrato mentre si rialza, il che suggerisce che una parte della coscienza di Christopher potrebbe ancora risiedere nel robot.

## Produzione

### Preproduzione
Il film viene annunciato per la prima volta nel dicembre 2017, quando i fratelli Anthony e Joe Russo acquisiscono i diritti della graphic novel di Simon Stålenhag The Electric State, originalmente pubblicata nel 2018. I Russo vengono scelti come produttori, mentre Andy Muschietti è in trattative per la regia. Christopher Markus e Stephen McFeely, frequenti collaboratori dei fratelli Russo, avrebbero dovuto scrivere la sceneggiatura. A dicembre 2020, la Universal Pictures si aggiudica i diritti di distribuzione del film, con i Russo passati ora alla regia e Muschietti rimane come produttore esecutivo del progetto, tramite la sua nuova società di produzione. Millie Bobby Brown viene scelta per il ruolo della protagonista, mentre la produzione sarebbe iniziata non appena i Russo avessero completato The Gray Man (2022) e la Brown avesse concluso le riprese della quarta stagione di Stranger Things.
Nel giugno 2022 viene annunciato che i diritti di distribuzione del film avrebbero potuto essere trasferiti a Netflix, poiché la Universal non ha più in programma di distribuire il film nelle sale. Più tardi quel mese, viene confermato che Netflix avrebbe distribuito il film e che Chris Pratt è in trattative per recitare accanto a Millie Bobby Brown. Pratt viene poi confermato come attore protagonista ad agosto e, inoltre, viene annunciato che Michelle Yeoh, Stanley Tucci, Jason Alexander, Brian Cox e Jenny Slate si sarebbero uniti al cast. Voci non confermate sosterrebbero che Cox e Slate avrebbero dovuto lavorare come doppiatori, prestando la propria voce a personaggi animati in CGI. A ottobre Woody Norman si unisce al cast. A novembre si uniscono al cast Giancarlo Esposito, che viene scelto come voce del Colonnello Marshall, un minaccioso drone robotico, Anthony Mackie e Billy Bob Thornton. Ke Huy Quan, co-protagonista di Michelle Yeoh in Everything Everywhere All at Once (2022), viene scelta in sostituzione della seconda, dopo che questa ha dovuto lasciare il progetto a causa di conflitti con altre produzioni in corso. Nell'ottobre 2024 viene annunciato che Woody Harrelson, Alan Tudyk, Hank Azaria e Colman Domingo si sono uniti al cast come voci di personaggi robot.

### Riprese
Le riprese principali del film iniziano nell'ottobre 2022 ad Atlanta, con il titolo di lavorazione provvisorio di Stormwind. Il 4 novembre successivo la produzione del film viene temporaneamente sospesa dopo che un membro della troupe muore al di fuori del set in un incidente stradale. Le riprese sono ufficialmente terminate all'inizio del febbraio 2023. Ulteriori riprese aggiuntive vengono effettuate tra il 20 marzo e il 5 aprile.

## Colonna sonora
La colonna sonora viene composta da Alan Silvestri, terza tra le collaborazioni tra Silvestri e i fratelli Russo, dopo il loro lavoro in comune su Avengers: Infinity War (2018) e Avengers: Endgame (2019).

## Promozione
Il 1° ottobre 2024 Netflix pubblica le prime immagini ufficiali e un riassunto della trama del film. Dais Johnston di Inverse ha espresso preoccupazione per il fatto che queste foto fossero la conferma che il film sarebbe stato risultato poco fedele alla graphic novel da cui trae ispirazione, presentando uno stile "fangoso" nei colori, differendo sensibilmente rispetto all'opera d'arte originale di Stålenhag.
Il 17 ottobre 2024 Netflix pubblica un primo teaser trailer, durante il ComicCon di New York. In tale occasione viene anche confermata la volontà di presentare un prodotto che si distaccasse ampiamente dal fumetto originale, nella speranza di raccontare una storia originale, il che ha ricevuto un riscontro negativo da parte del fandom, speranzoso nel veder trasposta la graphic novel in forma più fedele. I cambiamenti apportati alla trama, sono stati spiegati durante la conferenza del film in cui Anthony Russo ha affermato di aver trovato il fumetto originale "affascinante", paragonando il proprio processo di adattamento del fumetto allo schermo a quello operato dalla Marvel con i propri film. Ma ha anche sostenuto che la storia era difficilmente comprensibile e che il suo universo non era rappresentato in modo sufficientemente esplicito nel fumetto, il che ha reso una sfida l'idea di svilupparla in un film di due ore. Questo li ha spinti a utilizzare la graphic novel originale come fonte d'ispirazione per una storia completamente nuova, che utilizzasse l'estitica degli anni novanta del Novecento e una trama che prevedesse l'aggiunta di robot, realizzati in animatronica, che sviluppano un'intelligenza artificiale, che li porta a promuovere una campagna per i diritti civili delle macchina in una società retrofuturistica.
Il teaser trailer viene diffuso il 17 ottobre 2024 anche in italiano. Il 18 dicembre successivo viene diffuso anche il trailer ufficiale. Infine, il 3 marzo 2025, viene pubblicato il trailer finale.

## Distribuzione
The Electric State è stato proiettato in anteprima mondiale il 24 febbraio 2025, al Grauman's Egyptian Theatre di Los Angeles, in California. Il film è stato distribuito al pubblico sulla piattaforma di streaming on demand Netflix a partire dal 14 marzo 2025.

## Accoglienza
Sul sito aggregatore di recensioni Rotten Tomatoes il 14% di 146 recensioni dei critici risultano positive, con una valutazione media di 3.7/10. Metacritic, che utilizza una media ponderata, ha assegnato al film un punteggio di 30 su 100, basato sulle recensioni di 37 critici, indicando pareri "generalmente sfavorevoli". AllMovie ha assegnato al film un punteggio di 3 stelle su 5.

## Opere derivate
- Il 14 marzo 2025 è prevista la distribuzione di un videogioco della Netflix Games per piattaforme iOS e Android, The Electric State: Kid Cosmo. Il videogioco racconta l'infanzia di Michelle e Christopher mentre giocano a un gioco per dispositivi mobili con Cosmo.[28]